# Bats
Bats – miejscowość i gmina we Francji, w regionie Nowa Akwitania, w departamencie Landy.
Według danych na rok 1990 gminę zamieszkiwało 238 osób, a gęstość zaludnienia wynosiła 32 osób/km² (wśród 2290 gmin Akwitanii Bats plasuje się na 940. miejscu pod względem liczby ludności, natomiast pod względem powierzchni na miejscu 1247.).